# Márton Fucsovics

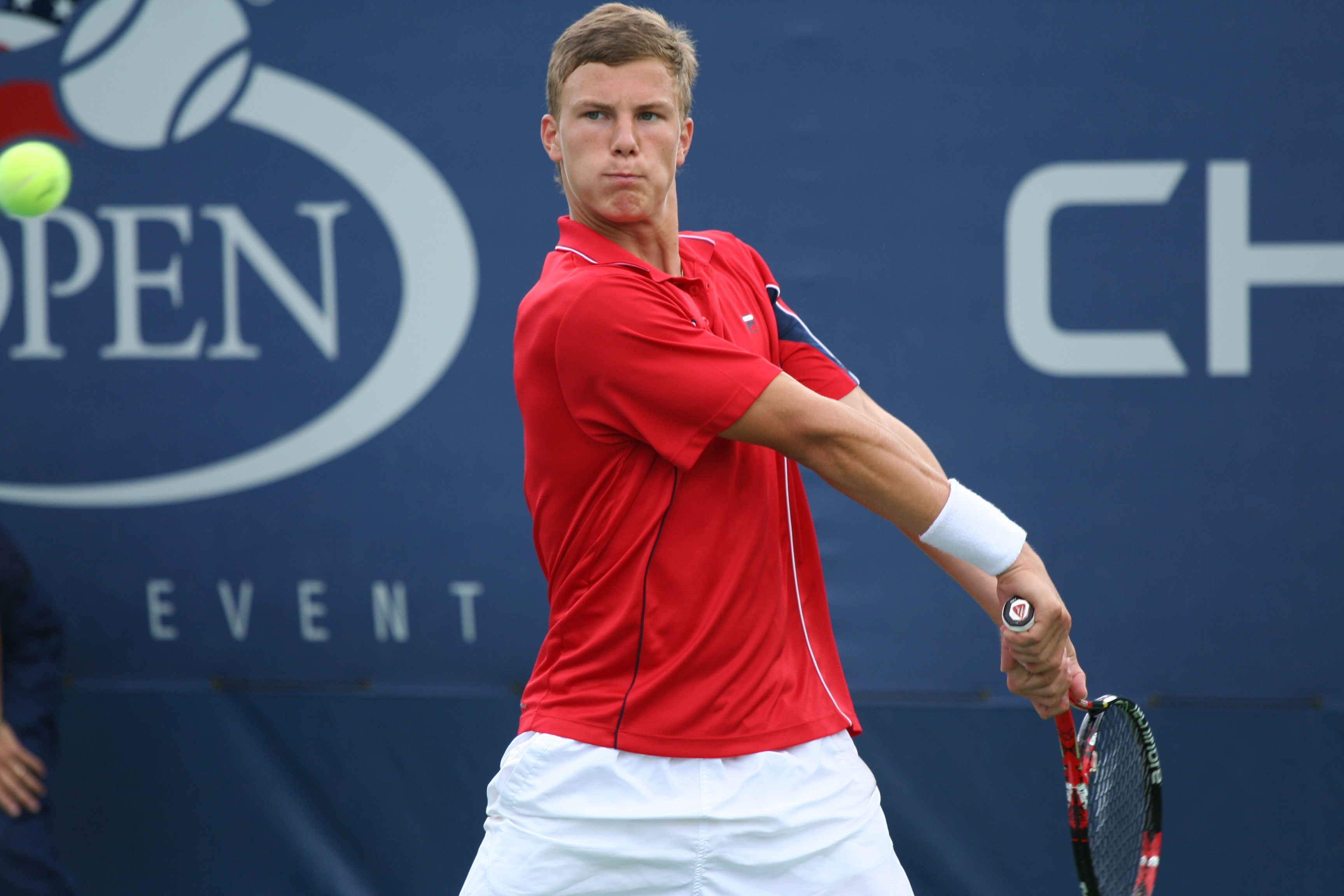
Márton Fucsovics vid US Opens juniortävling.

Márton Fucsovics, född 8 februari 1992 i Nyíregyháza, är en ungersk tennisspelare. 
Fucsovics har bland annat tävlat i US Opens pojkdubbel, tillsammans med Hsieh Cheng-peng från Taipei vann han tävlingen år 2009. Han har även tävlat i Australian Opens pojksingel, där han nådde semifinalen. Några månader därefter vann han Wibledons pojksingel, efter att ha slagit Benjamin Mitchell i finalen.